# آدم کوچاک
آدم کوچاک (انگلیسی: Adem Koçak؛ زادهٔ ۱ سپتامبر ۱۹۸۳) بازیکن فوتبال اهل ترکیه است.
از باشگاه‌هایی که در آن بازی کرده‌است می‌توان به باشگاه فوتبال آنکارا اسپور، باشگاه فوتبال آنکاراگوچو، باشگاه فوتبال ترابزون‌اسپور، باشگاه فوتبال سیواس‌اسپور، و باشگاه فوتبال بورسااسپور اشاره کرد.
وی همچنین در تیم‌های ملی فوتبال Turkey national under-17 football team, Turkey national under-19 football team، زیر ۲۰ سال ترکیه، و زیر ۲۱ سال ترکیه بازی کرده‌است.